# Élagabal (divinité)
Pour les articles homonymes, voir Élagabal.
Élagabal est le nom français d'un dieu solaire syrien dont le culte est attesté à l'époque du Haut-Empire romain dans la ville d'Émèse (aujourd'hui Homs), rattachée à la province de Syrie, grâce à une monnaie frappée sous le règne d'Antonin le Pieux, empereur de 138 à 161.
Cette divinité connaît une grande notoriété dans l'Empire romain à partir du règne de Marcus Aurelius Antoninus (218-222), grand-prêtre d'Élagabal depuis 217, rapidement surnommé, de façon très péjorative, Héliogabale. Il est renversé et assassiné par des émeutiers au bout de quatre ans de règne.

## Dénominations et attestations

### Nom araméen
Le nom de ce dieu en araméen est ʾLHʾ GBL / ʾElā gabal. 
Cette expression signifie « dieu-Montagne ». 
Le mot Elā correspond à l'araméen Elh ܐܠܗ (El signifiant dieu, le h étant Article Défini signifiant LE) , qu'on trouve dans le mot arabe Allah et le mot gabal correspond à l'araméen Gbl ܓܒܠ

### Noms grec et latin
- en grec ancien : Ἐλαγάβαλος / Elagábalos  ;
- en latin : Elagabalus.

Le surnom d'Héliogabale (en grec Ηλιογάβαλος/Heliogabalos, en latin Heliogabalus) correspond à une hellénisation plus poussée de Elagabalos, le mot grec helios signifiant « soleil ».  

### La stèle de Nazala
Le nom araméen d'Élagabal est attesté par une stèle dite venir « de la région de Qaryatên, l'antique Nazala » (en Émésène). 
D'après Jean Starcky, ce nom, ʾLHʾ GBL (gravé sur la stèle en lettres de type palmyrénien sans espace) signifie « dieu-Montagne » (et non « dieu de la Montagne » qui se serait écrit ʾLH GBL « avec l'état construit ʾilāh »). Selon lui, la graphie de ce nom « exclut une lecture purement arabe, comme Ilah-hag-gabal postulé par F. Altheim. » Élagabal aurait donc été un « dieu solaire » mais « aussi un dieu-montagne, catégorie divine caractéristique de l'Anatolie orientale, et c'est aux confins de cette région montagneuse et des steppes syriennes que les ancêtres des princes d'Émèse auront d'abord vénéré leur dieu-montagne. »

## Culte d'Élagabal

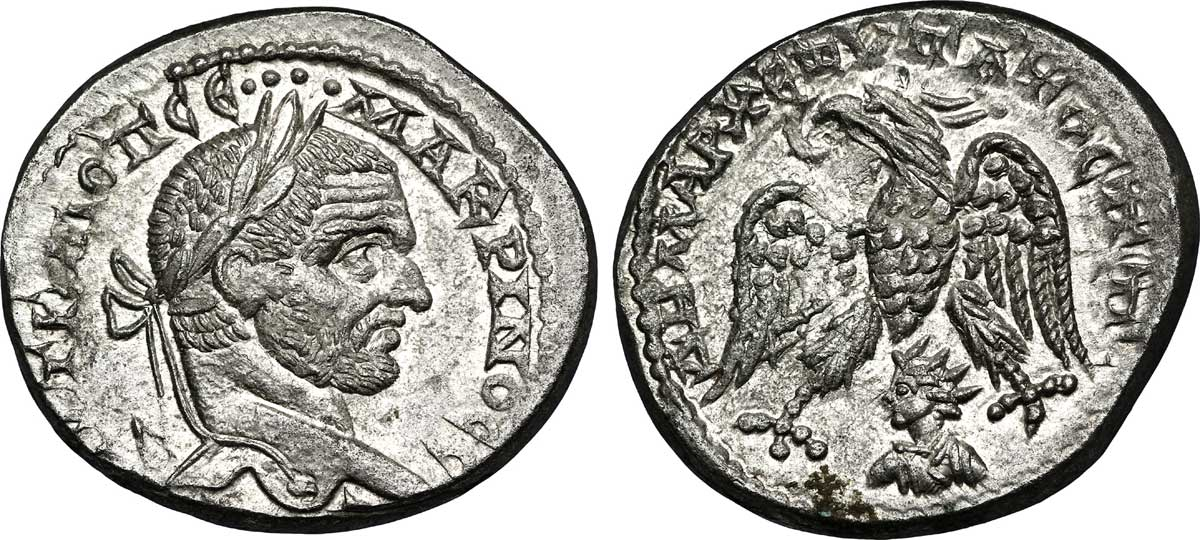
Monnaie de Macrin (217-218) frappée à Émèse.

D'après Carlos Chad, le culte du soleil à Émèse « doit être bien antérieur » aux premières représentations de la pierre noire d'Émèse, que Carlos Chad a expliqué être un bétyle de celui-ci, sur la monnaie frappée à Émèse sous le règne d'Antonin le Pieux (r. 138-161). Carlos Chad a fait remarquer que « sur le monnayage de Marc-Aurèle, c'est le bétyle qui est représenté » et non pas un temple — le « temple lui-même n'apparaît que dans les monnaies éméséniennes de Julia Domna et de Caracalla » ; partant de cet indice, il a émis l'hypothèse d'une construction tardive, « c'est-à-dire sous les Sévères », du temple décrit par Hérodien (voir infra) comme ayant contenu la pierre à Émèse au temps de l'exercice par Héliogabale et par le cousin de celui-ci de la prêtrise du culte du soleil,. D'après Carlos Chad,

« Sans doute, avant de construire le temple qui nous est décrit par Hérodien, les Eméséniens se contentèrent-ils d'adorer leur bétyle au sommet d'une « haute tour d'oblation ». »

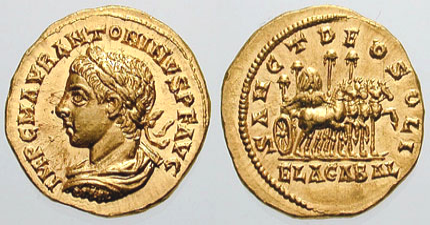
Aureus d'Héliogabale frappé à Antioche (entre 218 et 219), au revers duquel figure la pierre noire d'Émèse sur un char en procession vers Rome.

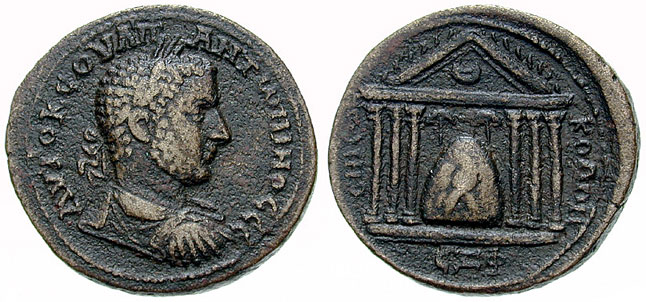
Monnaie d'Uranius Antoninus frappée en la cité d'Émèse.

Sous le règne d'Héliogabale, proclamé empereur « Marcus [Aurelius] Antoninus » à Émèse à l'âge de 14 ans en 218, la « pierre sacrée d'Émèse » fut transportée à Rome, pour laquelle Héliogabale « construisit sur le mont Palatin un temple spécial, l'Elagabalium ». Après l'assassinat d'Héliogabale et de la mère de celui-ci par la garde prétorienne, Alexandre Sévère fut proclamé empereur et « renvoya le bétyle d'Héliogabale à Emèse », et reconsacra l'Elagabalium à Jupiter « Vengeur ».
En 272, après que les Palmyréniens « furent vaincus » par les Romains dans une bataille, « Aurélien alla se prosterner devant l'autel d'Élagabal à Émèse ».
À la fondation de l'Empire byzantin, Émèse était le siège d'un évêché, mais « l'introduction du christianisme dans cette ville farouchement païenne » a semblé à Vitalien Laurent « avoir été lente » : son « premier évêque connu » n'était paru « qu'en 325, au concile de Nicée ». Émèse devenait cependant « un centre chrétien important ». Damascios verrait toutefois encore à Émèse « un bétyle sphérique qu'un prêtre enveloppait de linges ».

## Temple d'Émèse
Hérodien a décrit le temple élevé par les habitants du pays d'Émèse à Élagabal.
Selon William Henry Waddington, la grande mosquée de Homs est « en partie une ancienne église chrétienne, qui elle-même contenait les restes d'un ancien temple païen » et « il est possible que ce soit là l'emplacement du grand temple du Soleil, dont Élagabale était le prêtre ».